# Clube Foto Filatélico e Numismático de Volta Redonda
O Clube Foto Filatélico e Numismático Volta Redonda é uma instituição sem fins lucrativos localizado na cidade de Volta Redonda.

## História
Fundado em 31 de março de 1954 sob o auspício da Companhia Siderúrgica Nacional, é um dos mais atuantes fotoclubes do Brasil, participando de todos os eventos promovidos pela Confederação Brasileira de Fotografia e seus filiados. É também a sede da Associação Foto Filatélica e Numismática de Volta Redonda. Possui parceria com a rede pública de ensino estadual e beneficia alunos com oficinas de fotografia digital, fotografia básica e revelação em preto e branco.
Em 1979, o clube foi o organizador da I Bienal Cores.
No ano de 2000 ocorreu uma pausa em suas atividades, retornando em agosto/2006, oferecendo cursos de fotografias, dança, violão, xadrez e ioga.
Em 8 de maio de 2012, comemorando seus 58 anos, o Clube inaugurou, em sua sede, o Museu da Memória do Trabalhismo Brasileiro, que é reconhecido e cadastrado pelo Ibram (Instituto Brasileiro de Museus) e pela Superintendência de Museus da Secretaria de Cultura do Estado do Rio de Janeiro.

## Reconhecimento e Honrarias
- 1954 - Condecorado com o título de Utilidade Pública Municipal.[2]
- 1986 - Condecorado com o título de Utilidade Pública Estadual pela Lei 1021, de 17 de Julho daquele ano.[4]
- 1983 - Reconhecimento do Ministério da Cultura em 1983.[2]
- 1992 - Tombado pelo Patrimônio Histórico e Cultural Nacional.[5]